# Dirck Vellert
Dirck Jacobsz Vellert, també conegut com Dirck van Staren o Mestre de l'Estrella (Amsterdam, 1480 - Anvers, 1547) va ser un pintor, gravador i vidrier flamenc.

## Biografia
Va ser membre del Gremi de Sant Lluc d'Anvers, on es va inscriure com a mestre vidrier el 1511, i on fou degà entre 1518 i 1526. En el seu moment no va ser molt conegut, encara que Alberto Durero el cita en el seu diari tres vegades. En la seva joventut va rebre la influència del manierisme (Nativitat, Museu d'Història de l'Art de Viena), així com de Mantegna i Dürer (Triomf del temps, 1517, Museu de l'Exèrcit, Brussel·les). Des de la dècada del 1520 el seu estil es va consolidar, amb certes reminiscències del gòtic flamíger, el que el va mantenir allunyat dels corrents del seu temps.
Com a gravador mostra la influència de Dürer i Lucas van Leyden. Va tractar sobretot temes religiosos, profusament ornamentats amb garlandes, blasons, medalles, armes i retrats, amb figures aplatades i escenaris emmarcats en complicades arquitectures: Adoració dels pastors (Palais des Beaux-Arts de Lille), Adoració dels Reis Mags (Museu Boijmans Van Beuningen, Rotterdam). Va gravar a l'aiguafort i burí.
En el camp de la vidrieria va ser autor del vitrall de la Catedral d'Anvers (1539-1540) i els cartons per a les vidrieres de les capelles del King's College de Cambridge (1516-1531).